# Tetradactylus eastwoodae
Tetradactylus eastwoodae är en utdöd ödleart som beskrevs av Methuen och Hewitt 1913. Tetradactylus eastwoodae ingår i släktet Tetradactylus och familjen sköldödlor. IUCN kategoriserar arten globalt som utdöd. Inga underarter finns listade i Catalogue of Life.
Arten förekom i Sydafrika i provinsen Limpopo. Den levde i gräsmarker som gränser till buskmarker. Tetradactylus eastwoodae dog troligen ut på grund av landskapsförändringar.